# Gora Belaja
Gora Belaja (englische Transkription von russisch Гора Белая Gora Belaja, deutsch ‚Weißer Berg‘) ist ein Nunatak im ostantarktischen Mac-Robertson-Land. In den Prince Charles Mountains ragt er im östlichen Teil der Aramis Range auf.
Russische Wissenschaftler benannten ihn deskriptiv.